# Martin Špaňhel
Martin Špaňhel (* 1. Juli 1977 in Gottwaldov, Tschechoslowakei) ist ein ehemaliger tschechischer Eishockeyspieler, der den Großteil seiner Karriere in der tschechischen Extraliga und in Skandinavien verbrachte. Darüber hinaus absolvierte er zehn Spiele in der National Hockey League für die Columbus Blue Jackets.

## Karriere
Martin Špaňhel begann seine Karriere als Eishockeyspieler in seiner Heimatstadt beim HC Zlín, für dessen Profimannschaft er im Laufe der Saison 1994/95 sein Debüt in der tschechischen Extraliga gab. Anschließend wurde er im NHL Entry Draft 1995 in der sechsten Runde als insgesamt 152. Spieler von den Philadelphia Flyers ausgewählt, für die er allerdings nie spielte. Stattdessen lief der Angreifer in der Saison 1995/96 in der kanadischen Juniorenliga Western Hockey League für die Lethbridge Hurricanes, die ihn beim CHL Import Draft 1995 als insgesamt zehnten Spieler gezugen hatten, und die Moose Jaw Warriors auf. Von 1996 bis 2000 stand er in seiner tschechischen Heimat je zwei Jahre lang für seinen Ex-Club HC Zlín und den HC Plzeň auf dem Eis.
Am 30. Mai 2000 unterschrieb Špaňhel als Free Agent einen Vertrag bei den neu gegründeten Columbus Blue Jackets, für die er innerhalb von zwei Spielzeiten in zehn Spielen zwei Tore in der National Hockey League erzielte. Hauptsächlich spielte er jedoch für deren Farmteam Syracuse Crunch in der American Hockey League. Zur Saison 2002/03 wechselte der Linksschütze zum amtierenden tschechischen Meister HC Sparta Prag, den er jedoch bereits am Saisonende wieder verließ. Nachdem er die folgende Spielzeit bei HIFK Helsinki in der finnischen SM-liiga begonnen hatte, beendete er sie beim HC Plzeň in der Extraliga.
In der Saison 2004/05 stürmte Špaňhel für den Lillehammer IK in der norwegischen GET-ligaen. Die folgende Spielzeit verbrachte er erneut beim HC Sparta Prag, mit dem er erstmals die Tschechische Meisterschaft gewann. Von 2006 bis 2009 spielte der Weltmeister von 2000 für die Frederikshavn White Hawks in der dänischen AL-Bank Ligaen.
Zu Beginn der Saison 2011/12 versuchte er bei den Cincinnati Cyclones, einen Vertrag zu erhalten, hatte jedoch keinen Erfolg. Daher beendete er nach zwei Spielen dort seine Karriere.

### International
Für Tschechien nahm Špaňhel an der U18-Junioren-Weltmeisterschaft 1995, der U20-Junioren-Weltmeisterschaft 1997 sowie der Weltmeisterschaft 2000 teil.

## Erfolge und Auszeichnungen
- 2000 Goldmedaille bei der Weltmeisterschaft
- 2006 Tschechischer Meister mit dem HC Sparta Prag